# Rocky
 For alternative betydninger, se Rocky (flertydig). (Se også artikler, som begynder med Rocky)
Rocky er en amerikansk film fra 1976 med Sylvester Stallone, som også har skrevet manuskriptet, i hovedrollen, som en middelmådig bokser, der får sin store chance da han får en kamp om verdensmesterskabet. Filmen var nomineret til 11 oscars og vandt de tre, bl.a. prisen for bedste film og bedste instruktion.
Eftersom filmen blev en stor succes, er der blevet produceret flere fortsættelser: Rocky II, Rocky III, Rocky IV, Rocky V, Rocky Balboa og den seneste Creed som er fra 2015.
Budskabet i Rocky er, at alle får sin chance, hvis de ønsker det og lever op til sin drøm.

## Handling
I november, 1975 arbejder Rocky Balboa (Sylvester Stallone) som en alt for sød indsamler for låne-hajen Anthony Gazzo (Joe Spinell) og er bokser på deltid. Han bor i Kensington, der er nabolag til Philadelphia. Verdensmesteren i sværvægtsboksning, Apollo Creed (Carl Weathers) vil lade en amatørbokser møde ham i ringen nytårsdag 1976, for at kunne prøve at få titlen og fordi han kan lide Rocky's kælenavn, "The Italian Stallion". Rocky bliver udvalgt til at bokse mod Apollo. Til at starte med har Rocky ikke lyst til at bokse mod Apollo, men efter en kort stund får Mickey, der er tidligere Bantamvægt-kæmper, overtalt ham til at gå i ringen. Efter benhård træning står Rocky endelig klar som titelmodstander. Men for Apollo bliver dette en langt mere vanskelig kamp end det han først havde troet. Med Rocky`s utrolige viljestyrke, holder han ud, og giver sig aldrig.

## Rollebesætning
- Sylvester Stallone som Rocky Balboa
- Talia Shire som Adrian Pennino
- Burt Young som Paulie Pennino
- Carl Weathers som Apollo Creed
- Burgess Meredith som Mickey Goldmill